# Брандан, Раул
Раул Жерману Брандан (порт. Raul Germano Brandão; 12 марта 1867, Фош-ду-Дору, Португалия — 5 декабря 1930, Лиссабон, Португалия) — португальский писатель и журналист, драматург, военнослужащий.

## Биография
Родился в рыбацкой семье в Фош-ду-Дору, где прошла его юность. Учился в колледже Порту, но после успешного окончания второго курса поступил в военную академию. В дальнейшем он служил в военном министерстве, попутно работая журналистом и публикуя книги. После отставки в 1912 году начался самый плодотворный период его литературной карьеры, он пишет: мемуары, романы, пьесы, рассказы о путешествиях и книги для детей. Умер в 1930 году.
Основное содержание его творчества — жизнь простого народа. Для его литературных произведений характерны экспрессионизм и мистицизм в описании смерти и одиночества, выделяют также реализм в повествовании и лиризм авторской речи.

## Список произведений
- 1890 — Impressões e Paisagens
- 1896 — História de um Palhaço
- 1901 — O Padre
- 1903 — A Farsa
- 1906 — Os Pobres
- 1912 — El-Rei Junot
- 1914 — A Conspiração de 1817
- 1917 — Húmus (1917)
- 1919 — Memórias (том I)
- 1923 — Teatro
- 1923 — Os Pescadores
- 1925 — Memórias (том II)
- 1926 — As Ilhas Desconhecidas
- 1926 — A Morte do Palhaço e o Mistério da Árvore
- 1927 — Jesus Cristo em Lisboa
- 1929 — O Avejão
- 1930 — Portugal Pequenino
- 1931 — O Pobre de Pedir
- 1933 — Vale de Josafat